# Seconda Divisione (Iran)
La Seconda Divisione (in persiano ليگ دسته دوم ایران‎, "Lega iraniana di seconda divisione") è il terzo livello del campionato iraniano di calcio ed è amministrato dalla Federazione calcistica dell'Iran.
Fondata nel 1972, sino al 1979 e dal 1990 al 2001, anno in cui fu introdotto in Iran il professionismo, costituiva il secondo livello del campionato iraniano.

## Formula
Il campionato è formato da 2 gruppi da 14 squadre ciascuno. Le compagini, riunite in 2 gironi all'italiana, si affrontano in partite di andata e ritorno. Le prime 2 classificate di ogni gruppo ottengono la promozione in Azadegan League, la seconda divisione nazionale. Le ultime 2 classificate di ogni girone retrocedono nella Terza Divisione.
Nel corso degli anni il numero di squadre partecipanti al campionato è variato continuamente:
- 12 squadre: 2002-2003
- 24 squadre: 2003-2004
- 20 squadre: 2004-2005
- 24 squadre: 2005-2006
- 28 squadre: 2006-2008
- 36 squadre: 2008-2010
- 32 squadre: 2010-2011
- 28 squadre: 2011-2014
- 40 squadre: 2014-2016
- 37 squadre: 2016-2017
- 33 squadre: 2017-2018
- 26 squadre: 2018-2019
- 28 squadre: 2019-2020

## Squadre partecipanti
Stagione 2023-2024.

### Girone A
- Ayande Sazan
- Baman Tehran
- Chooka Talesh
- Foolad Novin
- Niroye Zamini
- PAS Hamedan
- Sepidrood
- Shahrdari Bam
- Shahrdari Bandar Abbas
- Shahrdari Mahshahr
- Shohadaye Babolsar
- Shohadaye Razakan
- Shohadaye Sari
- YASA Tehran

### Girone B
- Ariyan Hamedan
- Atrak Bojnourd
- Be'sat Kermanshah
- Foolad Hormozgan
- Kavir Moghava
- KIA Tehran
- Navad Urmia
- Nikapars
- Petro Shazand
- Shahid Ghandi Yazd
- Shahin Bushehr
- Shahrdari Nowshahr
- Shenavar Sazi
- Spad Alvand

## Albo d'oro
Lista dei vincitori del campionato dal 1972 a oggi.

### Come secondo livello del campionato (1972-1979)
- 1972-73:  Taj Ahvaz
- 1973-74:  Sepahan
- 1974-75:  Tractor Sazi
- 1975-76:  Machine Sazi
- 1976-77:  Rah Ahan
- 1977-78:  Aboomoslem
- 1978-79:  torneo non completato

### Come secondo livello del campionato (1990-2001)
- 1990-91:  Malavan (A),  Aboomoslem (B),  Taam Esfehan (C),  Esteghlal Ahvaz (D)
- 1991-92:  Bargh Shiraz
- 1992-93:  Chooka Anzali
- 1993-94:  Naft Ghaemshahr
- 1994-95:  Polyacryl Esfahan
- 1995-96:  Payam Mashhad (A),  Sanat Naft Abadan (B)
- 1996-97:  Fajr Sepasi
- 1997-98:  Malavan
- 1998-99:  Bahman
- 1999-00:  Bargh Shiraz
- 2000-01:  Aboomoslem

### Come terzo livello del campionato (2001-oggi)
- 2001-02: Sconosciuto
- 2002-03:  Shahid Ghandi Yazd
- 2003-04:  Sanati Kaveh (Gruppo nazionale),  Pasargad Tehran (Gruppo regionale/settentrionale) e  Deyhim Ahvaz (Gruppo regionale/meridionale)
- 2004-05:  Shahrdari Langarud  (A),  Pegah Khuzestan (B)
- 2005-06:  Pegah Tehran (A), Etka Gorgan (B)
- 2006-07:  Sepahan Novin (A),  Bargh Tehran (B)
- 2007-08:  Aluminium Hormozgan
- 2008-09:  Sanati Kaveh (A),  Mes Sarcheshmeh (B)
- 2009-10:  Sepidrood
- 2010-11:  Esteghlal Jonoub
- 2011-12:  Esteghlal Ahvaz
- 2012-13:  Naft Gachsaran (A),  Siah Jamegan (B)
- 2013-14:  Shahrdari Ardabil (A),  Etka Gorgan (B)
- 2014-15:  Aluminium Arak
- 2015-16:  Oxin Alborz,  Sepidrood
- 2016-17:  Shahrdari Tabriz (A),  Shahrdari Mahshahr (B)
- 2017-18:  Karoon Arvand Khorramshahr (A),  Shahin Bushehr (B)
- 2018-19:  Khooshe Talaei
- 2019-20:  Chooka Talesh
- 2020-21:  Mes Shahr-e Babak
- 2021-22:  Chooka Talesh
- 2022-23:  Naft Gachsaran